# ماهی سرخمیده
سیچلاید دلفینی (نام علمی: Cyrtocara moorii) نام یک گونه از تیره سیکلید است.